# Periyiáli
Periyiáli (Perigiali) är en ort i Grekland.   Den ligger i prefekturen Nomós Korinthías och regionen Peloponnesos, i den sydöstra delen av landet, 80 km väster om huvudstaden Aten. Periyiáli ligger 30 meter över havet och antalet invånare är 1 616.
Terrängen runt Periyiáli är platt norrut, men åt sydväst är den kuperad. Havet är nära Periyiáli åt nordost. Runt Periyiáli är det ganska tätbefolkat, med 90 invånare per kvadratkilometer. Närmaste större samhälle är Korinth, 9,8 km öster om Periyiáli. 